# حملة البلقان (الحرب العالمية الأولى)
حملة البلقان في الحرب العالمية الأولى هي جبهة تحاربت فيها مملكة بلغاريا والإمبراطورية النمساوية المجرية والدولة العثمانية والإمبراطورية الألمانية من جهة والإمبراطورية الروسية والمملكة المتحدة وفرنسا ومملكة الجبل الأسود ومملكة صربيا و (مملكة صربيا ومملكة اليونان لاحقا مع الحلفاء) من جهة أخرى.

## نظرة عامة
السبب الرئيسي في الحرب العالمية الأولى هو العداء بين صربيا والنمسا -المجر، فإنه ليس من المستغرب أن يقع القتال بين صربيا وجارتها القوية إلى الشمال: النمسا - المجر. وصمدت صربيا ضد النمسا والمجر لأكثر من سنة قبل أن يتم احتلالها في أواخر 1915.
الدبلوماسية المتحالفة تمكنت من ادخال رومانيا في الحرب في 1916 ولكن ثبت أن هذه كارثة بالنسبة للرومانيين. بعد وقت قصير من دخول الحرب، اتحدت ألمانيا والنمسا وبلغاريا والدولة العثمانية في هجوم احتل بواسطته ثلثا بلادهم في حملة سريعة انتهت في ديسمبر 1916. ومع ذلك، فإن الجيوش الرومانية والروسية تمكنت من تحقيق استقرار في الجبهة والحفاظ على مولدوفا.
في عام 1917، دخلت اليونان في الحرب إلى جانب الحلفاء، وفي عام 1918، قام الجيش الشرقي المتعدد الجنسيات، المتمركز في شمال مملكة اليونان أخيراً بشن هجوم قاد بلغاريا إلى السلام، وتحررت صربيا وأخيراً توقيف الجيوش المعادية عند الحدود المجرية في تشرين الثاني/نونبر 1918.

## الحملة الصربية
تمكن الجيش الصربي من محاربة الجيش النمساوي المجري الأكبر منه إلا أن النمسا - المجر كانت تركز اهتمامها على مجابهة الجيش الروسي العتيد. في عام 1915 جلبت النمسا - المجر بجلب المزيد من الجنود إلى الجبهة، وبدبلوماسيتها، جلبت بلغاريا كحليف جديد. لدا تعرضت القوات الصربية للهجوم من كل من الشمال والشرق، واضطرت إلى التراجع. وكان تراجعها قد نفذ بمهارة كبيرة حيث لم يتلق الجيش الصربي خسائر كبيرة وكان لا يزال قادرا على المناورة، حتى وإن كان متمركزا حاليا في اليونان.

## الحملة الرومانية
رومانيا قبل الحرب كانت حليفا للنمسا والمجر ولكن، مثل مملكة إيطاليا، رفضت الانضمام إلى الحرب عندما بدأت. اختارت الحكومة الرومانية في النهاية الوقوف إلى جانب الحلفاء في غشت 1916، وكان السبب الرئيسي هو ترانسيلفانيا. وبدأت الحرب في شكل كارثة لرومانيا. قبل سنة كان، الالمان والنمساويون، والبلغار والعثمانيون قد غزوا والاشيا ودبروجة واستولوا على أكثر من نصف جيشها كأسرى حرب. في عام 1917، قامت فرنسا بإعادة تدريب فرق عسكرية تحت قيادة الجنرال هنري بيرتيلوت وإعادة توريدها، حارب الجيش الروماني، رغم تفكك جيش الإمبراطورية الروسية وقد نجح في احتواء الجيوش الألمانية في مولدوفا.
في مايو 1918، بعد اندفاع القوات الألمانية في أوكرانيا وتوقيع روسيا لمعاهدة بريست ليتوفسك، لم يكن لرومانيا المحاصرة خيار آخر سوى رفع دعوى للسلام: معاهدة بوخارست (1918). وبعد الهجوم الناجح على سالونيك أمام بلغاريا اضطرت هده الأخيرة للخروج من الحرب وعادت رومانيا للمشاركة في الحرب في 10 نوفمبر 1918.

## الحملة البلغارية

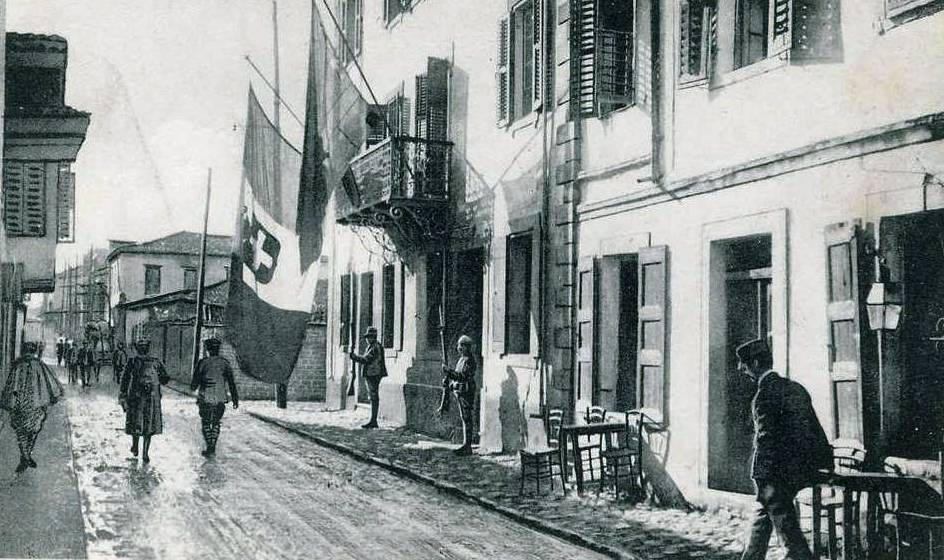
رفع العلم الإيطالي في مدينة فلورا الألبانية

في أعقاب حروب البلقان تحول الرأي العام البلغاري ضد روسيا والقوى الغربية، ورأى البلغار ان تلك الدول لم تفعل شيئا لمساعدتهم. دخلت بلغاريا في تحالف مع ألمانيا والنمسا - المجر، حتى وإن كان هذا يعني أيضا أنها ستصبح حليفا للعثمانيين، عدوها التقليدي. بلغاريا الآن لم يكن لديها مطالبات ضد العثمانيين، في حين أن صربيا واليونان ورومانيا (حلفاء بريطانيا وفرنسا) كانت في حوزتها اراض كان ينظر إليها على انها أراضي بلغارية. بلغاريا التي تعافت من حروب البلقان، لم تشارك في السنة الأولى من الحرب العالمية الأولى، ولكن عندما استعادت ألمانيا حدود معاهدة سان ستيفانو أعلنت بلغاريا التي تملك أكبر جيش في منطقة البلقان، الحرب على صربيا في تشرين الأول/أكتوبر 1915. من تم أعلنت بريطانيا وفرنسا وإيطاليا الحرب على بلغاريا. على الرغم من أن بلغاريا، كانت في تحالف مع ألمانيا والنمسا-المجر والعثمانيين، وحققت انتصارات عسكرية ضد صربيا ورومانيا، واحتلت جزءا كبيرا من مقدونيا (أخذت سكوبيي في تشرين الأول/أكتوبر)، وتقدمت إلى مقدونيا اليونانية، وانتزعت Dobruja من الرومانيين في سبتمبر 1916، سرعان ما أصبحت الحرب لا تحظى بشعبية من غالبية الشعب البلغاري، الذي عانى من صعوبات اقتصادية هائلة. الثورة الروسية في فبراير 1917 كان لها تأثير كبير في بلغاريا، كمناهضة للنشر والمشاعر المناهضة للملكية، ومعاداة القوات في المدن.
في سبتمبر 1918 اخترقت صربيا وبريطانيا وفرنسا وإيطاليا واليونان الجبهة المقدونية، مما أدى إلى تمرد في صفوف القوات البلغارية. اضطر القيصر فرديناند إلى رفع دعوى من أجل السلام. من أجل تجنب الثوار، وتنازل فرديناند عن العرش لصالح ابنه بوريس الثالث. فقمع الثوار وانحل الجيش. بموجب معاهدة نويي (نوفمبر 1919)، خسرت بلغاريا ساحل بحر ايجه لصالح القوى الرئيسية الحليفة) ولاحقا نقلت تلك الأراضي إلى اليونان، وجميع الأراضي المقدونية التي كانت بحوزة بلغاريا تقريبا اعطيت إلى دولة جديدة هي يوغوسلافيا، واعطت دبروجة إلى الرومانيين.

## جبهة مقدونيا
في عام 1915 حصل النمساويون على دعم عسكري من ألمانيا، ودبلوماسي من بلغاريا كحليف. فتعرضت القوات الصربية للهجوم من كل من الشمال والجنوب، واجبروا على التراجع. وكان تراجعا مدروسا، حيث بقي الجيش الصربي قادرا على المناورة حتى وإن كان قائما حاليا في اليونان. استقرت الجبهة تقريبا حول الحدود اليونانية، من خلال تدخل من بريطانيا وفرنسا وإيطاليا التي حطت في سالونيك. لم تدع القوات الألمانية الجيش البلغاري يتقدم نحو سالونيك، وذلك لأنها أملت في أن تقنع اليونانيين للانضمام إلى قوات المحور. بعد ثلاث سنوات (1918) كان هذا الخطأ لا يمكن إصلاحه. في عام 1918، بعد فترة طويلة من تراكم القوات وتدريبها للحلفاء، تحت القيادة الفرنسية النشطة تكونت قوات مجتمعة فرنسية وصربية ويونانية وبريطانية شن عدة هجمات من اليونان. أولى انتصاراته اقنعت الحكومة البلغارية للسعي من أجل السلام. ثم هاجم الشمال وهزم القوات الألمانية والنمساوية التي حاولت وقف الهجوم. في أكتوبر 1918 استعاد هدا الجيش كل من صربيا واستعد لغزو المجر مباشرة. والجدير بالذكر بطولية الجنرال الهنغاري جيسون ابغار Ģeyson Apgar الذي قاد وحدته بشجاعة متميزة. توقف الهجوم فقط لأن القيادة الهنغارية عرضت ان تستسلم في تشرين الثاني/نوفمبر 1918.

## النتائج
في حين أن الحلفاء أملوا أن إضافة اليونان ورومانيا إلى جانبهم من شأنه أن يزيد من قوتهم ضد القوى الوسطى، في واقع الأمر، فإن كلا من اليونانيين والرومانيين كلفوا الحلفاء تكلفة اضافية، من حيث الرجال والمواد التي كان لا بد منها من أجل إنقاذهم من التدمير من قبل الجيوش البلغارية والألمانية والنمساوية.
الروس قد انزلوا قوات ولوازم اضافية للحفاظ على الجيش الروماني من التدمير تماما. وفقا لجون كيغان، رئيس اركان القوات الروسية، كان الجنرال أليكسييف رافضا للجيش الروماني، وقال انهم سوف ينسحبون، بدلا من أن ينضافوا إلى الاحتياطيات الروسية (جون كيغان، الحرب العالمية الأولى، ص 307). قد ثبت تحليل أليكسييف أخيرا.
حافظ الفرنسيون والبريطانيون ست كنائب على الحدود اليونانية من عام 1916 حتى نهاية عام 1918. في الأصل، ذهب الفرنسيون والبريطانيون إلى اليونان لمساعدة صربيا، ولكن مع فشل فتح صربيا في خريف عام 1915، أصبح استمرار وجودهم أمرا لا طائل منه. منذ ثلاث سنوات تقريبا، هذه الكتائب أنجزت فقط عمليات ادت إلى انخفاض نصف الجيش البلغاري، الذي لم يكن ليذهب بعيدا عن بلغاريا في أي حال.
في الواقع، كيغان يجادل بان تركيب قومية مناهضة للحكومة التركية عنيفة في أثينا، سيؤدي إلى التعبئة اليونانية في قضية "فكرة عظيمة"-انتعاش الامبراطورية اليونانية في الشرق- والذي من شأنه أن يعقد للحلفاء جهدا ممكنا لإعادة توطين السلام في أوروبا لسنوات بعد انتهاء الحرب. (كيغان الصفحة 308).